# (Hydroxyethyl)methakrylát
(Hydroxyethyl)methakrylát je organická sloučenina se vzorcem HOCH2CH2O2CC(CH3)=CH2. Jedná se o bezbarvou vazkou kapalinu, která snadno polymerizuje a také se používá na výrobu polymerů.

## Použití
(Hydroxyethyl)methakrylát se používá na výrobu polyhydroxyethylmethakrylátu, což je hydrofobní látka, při vystavení vodě ovšem bobtná, jelikož obsahuje hydrofilní hydroxylové skupiny. V závislosti na své struktuře může pojmout množství vody odpovídající 10 až 600 % vlastní hmotnosti. Díky tomu jej lze použít na výrobu měkkých kontaktních čoček.
Při reakcích s polyisokyanáty vytváří zesíťované polymery, které lze použít jako složky barev.